# Жовтушник
Жовтушник (лат. Erysimum) — рід рослин з родини капустяних (лат. Brassicaceae); поширений у північній півкулі, насамперед в Азії та Європі, з 14 видами в Центральній та Північній Америці та 8 видами в Північній Африці та Макаронезії. До роду належать приблизно 150 видів.

## Опис
Трави однорічні, дворічні або багаторічні, рідко — напівчагарники або чагарники. Пелюстки жовті або помаранчеві, рідше білі, рожеві, пурпурові або фіолетові.

## Українські види
Рідними для України є:
1. жовтушник лісовий — Erysimum aureum Bieb.
2. жовтушник дрібноцвітий — Erysimum cheiranthoides L.
3. жовтушник загострений — Erysimum cuspidatum (M.Bieb.) DC.
4. жовтушник сіруватий — Erysimum diffusum Ehrh.
5. жовтушник угорський — Erysimum hungaricum Zapal.
6. жовтушник кринкський — Erysimum krynkense Lavrenko
7. жовтушник тонкостовпчиковий — Erysimum leptostylum DC.
8. жовтушник білоцвітий — Erysimum leucanthemum (Stephan ex Willd.) B.Fedtsch.
9. жовтушник Маршалла — Erysimum marschallianum Andrz. ex DC.
10. жовтушник запашний — Erysimum odoratum Ehrh.
11. жовтушник розчепірений — Erysimum repandum L.
12. жовтушник український — Erysimum ucranicum J.Gay
13. жовтушник Вітманна — Erysimum witmannii Zaw.

жовтушник-лакфіоль (Erysimum cheiri) — розводиться по квітниках, ймовірно родом із Греції.